# Driving in the Silence
Albums de Māya Sakamoto
You Can't Catch Me
(2011)
Driving in the Silence est le 3e mini-album de Māya Sakamoto, sorti sous le label Victor Entertainment le 9 novembre 2011 au Japon.

## Présentation
Cet album a atteint la 3e place du classement de l'Oricon. Il se vend à 17 590 exemplaires la première semaine et reste classé pendant cinq semaines, pour un total de 17 590 exemplaires vendus. Il sort en format CD et CD+DVD. Le DVD contient un court métrage filmé en Irlande.

## Liste des titres
| 1. | Driving in the Silence                                                  | Māya Sakamoto               | Rei Shibakusa               | 2:24 |
| 2. | Sayonara Santa                                                          | Māya Sakamoto               | Rasmus Faber, Frida Sundemo | 3:40 |
| 3. | Melt the snow in me                                                     | Rasmus Faber, Frida Sundemo | Rasmus Faber, Frida Sundemo | 3:54 |
| 4. | Homemade Christmas                                                      | Māya Sakamoto               | Ryo Eguchi                  | 4:41 |
| 5. | Kotoshi Ichiban (今年いちばん)                                          | Māya Sakamoto               | Ryo Nagano                  | 4:26 |
| 6. | Tatoeba Ringo ga Te ni Ochiru You ni (たとえばリンゴが手に落ちるように) | Māya Sakamoto               | Ryo Nagano                  | 4:14 |
| 7. | Kyokuya (極夜)                                                          | Māya Sakamoto               | Rasmus Faber, Frida Sundemo | 5:46 |
| 8. | Chikai (誓い)                                                           | Māya Sakamoto               | Māya Sakamoto               | 5:17 |
| 9. | Driving in the Silence -reprise- (極夜)                                 | Māya Sakamoto               | Rei Shibakusa               | 0:47 |

| 1. | Driving in the silence (オリジナルショートムービー) (court métrage) | 8:00 |